# Copa Libertadores da América Sub-20 de 2012
A Copa Libertadores da América Sub-20 de 2012 foi a segunda edição da competição de futebol internacional para jogadores com até 20 anos de idade, realizada pela Confederação Sul-Americana de Futebol (CONMEBOL).

## Equipes classificadas
As equipes classificadas para a competição foram:
| País      | Equipe                  | Classificação                                                |
| --------- | ----------------------- | ------------------------------------------------------------ |
| Espanha   | Atlético de Madrid      | Convidado (UEFA)                                             |
| Argentina | Boca Juniors            | Vice-campeão da Copa Libertadores da América Sub-20 de 2011  |
| Argentina | River Plate             | Convidado                                                    |
| Bolívia   | Blooming                | Campeão do Torneio Nacional Sub-20                           |
| Brasil    | América Mineiro         | Campeão do Campeonato Brasileiro Sub-20 (Sub-20)             |
| Brasil    | Corinthians             | Campeão da Copa São Paulo de Futebol Júnior de 2012 (Sub-18) |
| Chile     | Unión Española          | Campeão do Nacional Sub-18                                   |
| Colômbia  | Junior de Barranquilla  | Campeão do Torneio Sub-20 2011                               |
| Equador   | Independiente del Valle | Campeão do Torneio Sub-18 "A"                                |
| México    | América                 | Campeão do Torneio Clausura Sub-20 2012                      |
| Paraguai  | Cerro Porteño           | Campeão do Nacional Sub-20                                   |
| Peru      | Alianza Lima            | Campeão da Copa Federación Sub-18                            |
| Peru      | Sporting Cristal        | 3º colocado da Copa Federación Sub-18                        |
| Peru      | Universitario           | Campeão da Copa Libertadores da América Sub-20 de 2011       |
| Uruguai   | Defensor Sporting       | Campeão do Anual Sub-19                                      |
| Venezuela | Real Esppor             | Campeão do Torneio Venezuelano Sub-20                        |

## Sedes
| Lima                         | Lima |
| ---------------------------- | ---- |
| Estádio Monumental "U"       | Lima |
| Capacidade: 80 093           | Lima |
| Estádio Monumental "U"       | Lima |
| Lima                         | Lima |
| Estádio Alejandro Villanueva | Lima |
| Capacidade: 35 000           | Lima |
| Estádio Alejandro Villanueva | Lima |

## Árbitros
A Comissão de Árbitros da CONMEBOL selecionou onze árbitros e treze assistentes para o torneio.
| Árbitros           | Assistentes           |
| ------------------ | --------------------- |
| ARG Néstor Pittana | ARG Juan Belatti      |
| BOL José Jordan    | BOL Wilson Arellano   |
| BRA Sandro Ricci   | BRA Marcelo Van Gasse |
| CHI Julio Bascuñan | CHI Marcelo Barraza   |
| COL Adrián Velez   | COL Alexander Guzman  |
| ECU Diego Lara     | ECU Byron Romero      |

| Árbitros                                 | Assistentes                                                          |
| ---------------------------------------- | -------------------------------------------------------------------- |
| PAR Ulises Mereles                       | PAR Dario Gaona                                                      |
| PER Henry Gambetta PER Miguel Santivañez | PER Raul Lopez PER Jorge Hurtado PER Braulio Cornejo PER Victor Raez |
| URU Daniel Fedorczuk                     | URU Nicolas Taran                                                    |
| VEN Marlon Escalante                     | VEN Carlos Lopez                                                     |

## Fase de grupos
Todas as partidas seguem o fuso horário local (UTC-5).

### Grupo A
| Time           | Pts | J | V | E | D | GP | GC | SG |
| -------------- | --- | - | - | - | - | -- | -- | -- |
| Unión Española | 7   | 3 | 2 | 1 | 0 | 8  | 4  | +4 |
| Universitario  | 6   | 3 | 2 | 0 | 1 | 7  | 6  | +1 |
| América        | 4   | 3 | 1 | 1 | 1 | 6  | 4  | +2 |
| Real Esppor    | 0   | 3 | 0 | 0 | 3 | 1  | 8  | -7 |

| 15 de junho | Unión Española    | 1 – 1     | América           | Estádio Monumental "U", Lima |
| 16:00       | Ramsés Bustos 19' | Relatório | Martín Zuñiga 60' | Árbitro: ARG Néstor Pittana  |

| 15 de junho | Universitario                          | 2 – 0     | Real Esppor | Estádio Monumental "U", Lima |
| 20:30       | Mauricio Lopez 2' · Diego Bejarano 70' | Relatório |             | Árbitro: BRA Sandro Ricci    |

| 17 de junho | Universitario                          | 2 – 4     | Unión Española                                          | Estádio Monumental "U", Lima |
| 18:30       | Rodrigo Camino 61' · José Arnillas 85' | Relatório | Ramsés Bustos 36', 51', 77' · Franco Otalora 70' (g.c.) | Árbitro: PAR Ulises Mereles  |

| 18 de junho | Real Esppor | 0 – 3     | América                                | Estádio Alejandro Villanueva, Lima |
| 16:00       |             | Relatório | Martín Zuñiga 44' 78' · Gil Burgos 81' | Árbitro: ECU Diego Lara            |

| 21 de junho | Real Esppor      | 1 – 3     | Unión Española               | Estádio Monumental "U", Lima |
| 16:00       | José Jiménez 69' | Relatório | Rodrigo Gattas 21', 26', 40' | Árbitro: BOL Jose Jordan     |

| 21 de junho | Universitario                           | 3 – 2     | América                | Estádio Monumental "U", Lima |
| 20:30       | Johan Rey 21' · Diego Bejarano 80', 84' | Relatório | Martín Zuñiga 38', 49' | Árbitro: PAR Ulises Mereles  |

### Grupo B
| Time                    | Pts | J | V | E | D | GP | GC | SG |
| ----------------------- | --- | - | - | - | - | -- | -- | -- |
| Defensor Sporting       | 7   | 3 | 2 | 1 | 0 | 6  | 1  | +5 |
| Alianza Lima            | 6   | 3 | 2 | 0 | 1 | 8  | 6  | +2 |
| Independiente del Valle | 3   | 3 | 1 | 0 | 2 | 3  | 4  | -1 |
| Blooming                | 1   | 3 | 0 | 1 | 2 | 1  | 7  | -6 |

| 15 de junho | Independiente del Valle | 0 – 1     | Defensor Sporting | Estádio Monumental "U", Lima |
| 18:15       |                         | Relatório | Jhon Pírez 7'     | Árbitro: PER Henry Gambetta  |

| 16 de junho | Alianza Lima                                                                       | 5 – 0     | Blooming | Estádio Alejandro Villanueva, Lima |
| 18:30       | Rodrigo Cuba 12' · Miguel Mesta 33' · Junior Ponce 44', 55' · Wilder Cartagena 48' | Relatório |          | Árbitro: COL Adrian Velez          |

| 18 de junho | Blooming | 0 – 0     | Defensor Sporting | Estádio Alejandro Villanueva, Lima |
| 18:15       |          | Relatório |                   | Árbitro: PER Miguel Santivanez     |

| 18 de junho | Alianza Lima          | 2 – 1     | Independiente del Valle | Estádio Alejandro Villanueva, Lima |
| 20:30       | Rodrigo Cuba 59', 88' | Relatório | Junior Somoza 18'       | Árbitro: BOL José Jordan           |

| 22 de junho | Blooming        | 1 – 2     | Independiente del Valle                   | Estádio Alejandro Villanueva, Lima |
| 16:00       | Denis Pinto 63' | Relatório | Wilson Morales 30' · Gustavo Asprilla 46' | Árbitro: PER Miguel Santivanez     |

| 22 de junho | Alianza Lima     | 1 – 5     | Defensor Sporting                                                                         | Estádio Alejandro Villanueva, Lima |
| 20:30       | Junior Ponce 58' | Relatório | Federico Platero 7' · Cristhian Almeida 25' 65' · Giorgian Benedetti 45' · Juan Otero 86' | Árbitro: COL Adrian Velez          |

### Grupo C
| Time             | Pts | J | V | E | D | GP | GC | SG |
| ---------------- | --- | - | - | - | - | -- | -- | -- |
| Cerro Porteño    | 7   | 3 | 2 | 1 | 0 | 6  | 3  | +3 |
| América Mineiro  | 7   | 3 | 2 | 1 | 0 | 6  | 4  | +2 |
| Boca Juniors     | 3   | 3 | 1 | 0 | 2 | 6  | 5  | +1 |
| Sporting Cristal | 0   | 2 | 0 | 0 | 2 | 1  | 6  | -5 |

| 16 de junho | Sporting Cristal       | 1 – 3     | Cerro Porteño                                              | Estádio Alejandro Villanueva, Lima |
| 14:00       | Cristian Adrianzen 51' | Relatório | Oscar Romero 66' · César Serna 89' · Epifanio Garcia 90+4' | Árbitro: URU Daniel Fedorczuk      |

| 16 de junho | Boca Juniors                              | 2 – 3     | América Mineiro                                           | Estádio Alejandro Villanueva, Lima |
| 16:15       | Franco Fragapane 15' · Mariano Suarez 49' | Relatório | Fernando Martinez 55' (g.c.) · Patrick 60' · Anderson 85' | Árbitro: VEN Marlon Escalante      |

| 19 de junho | América Mineiro | 1 – 1     | Cerro Porteño      | Estádio Alejandro Villanueva, Lima |
| 16:00       | Soares 76'      | Relatório | Miguel Almirón 87' | Árbitro: CHI Julio Bascunan        |

| 19 de junho | Boca Juniors                                     | 3 – 0     | Sporting Cristal | Estádio Alejandro Villanueva, Lima |
| 20:30       | Gabriel Guerra 32', 46' · Sebastián Palacios 60' | Relatório |                  | Árbitro: BRA Sandro Ricci          |

| 22 de junho | Boca Juniors       | 1 – 2     | Cerro Porteño                        | Estádio Alejandro Villanueva, Lima |
| 18:15       | Gabriel Guerra 57' | Relatório | Diego Godoy 23' · Jorge Valbuena 27' | Árbitro: PER Henry Gambetta        |

| 23 de junho | América Mineiro             | 2 – 1     | Sporting Cristal       | Estádio Monumental "U", Lima |
| 20:30       | Patrick 51' · Elivelton 68' | Relatório | Cristian Adrianzen 88' | Árbitro: ECU Diego Lara      |

### Grupo D
| Time                   | Pts | J | V | E | D | GP | GC | SG |
| ---------------------- | --- | - | - | - | - | -- | -- | -- |
| River Plate            | 7   | 3 | 2 | 1 | 0 | 8  | 2  | +6 |
| Corinthians            | 5   | 3 | 1 | 2 | 0 | 5  | 3  | +2 |
| Junior de Barranquilla | 3   | 3 | 1 | 0 | 2 | 4  | 9  | -5 |
| Atlético de Madrid     | 1   | 3 | 0 | 1 | 2 | 5  | 8  | -3 |

| 17 de junho | Corinthians                  | 2 – 0     | Junior de Barranquilla | Estádio Monumental "U", Lima |
| 18:00       | Michael 50' · Jean Natal 74' | Relatório |                        | Árbitro: CHI Julio Bascunan  |

| 17 de junho | Atlético de Madrid      | 1 – 2     | River Plate                           | Estádio Monumental "U", Lima |
| 16:15       | Abdelkader Oueslati 88' | Relatório | Juan Cazares 60' · Augusto Solari 81' | Árbitro: PER Henry Gambetta  |

| 19 de junho | Corinthians                | 2 – 2     | Atlético de Madrid                       | Estádio Monumental "U", Lima |
| 18:15       | Rodinei 82' · Paulinho 83' | Relatório | Yago 43' (g.c.) · Domenech Fernández 54' | Árbitro: ARG Néstor Pittana  |

| 21 de junho | Junior de Barranquilla | 0 – 5     | River Plate                                                     | Estádio Monumental "U", Lima  |
| 18:15       |                        | Relatório | Juan Cazares 34', 84' · Daniel Denot 80' · Luis Vila 90', 90+2' | Árbitro: URU Daniel Fedorczuk |

| 23 de junho | Junior de Barranquilla                                                                 | 4 – 2     | Atlético de Madrid                          | Estádio Monumental "U", Lima  |
| 16:00       | Norvey Orozco 7' · Leiner Escalante 50' · Abián Serrano 59' (gc) · Sergio Martínez 65' | Relatório | Abdelkader Oueslati 30' · Abián Serrano 32' | Árbitro: VEN Marlon Escalante |

| 23 de junho | Corinthians  | 1 – 1     | River Plate          | Estádio Monumental "U", Lima |
| 18:15       | Paulinho 31' | Relatório | Ezequiel Aguirre 90' | Árbitro: CHI Julio Bascunan  |

## Fase final
|  | Quartas-de-final        | Quartas-de-final        |                    |             | Semifinais        | Semifinais        |  |  | Final             | Final |
|  |                         |                         |                    |             |                   |                   |  |  |                   |       |
|  | 25 de junho - Lima      |                         |                    |             |                   |                   |  |  |                   |       |
|  |                         |                         |                    |             |                   |                   |  |  |                   |       |
|  | Unión Española (pen)    | 1 (4)                   |                    |             |                   |                   |  |  |                   |       |
|  | Unión Española (pen)    | 1 (4)                   | 28 de junho - Lima |             |                   |                   |  |  |                   |       |
|  | Alianza Lima            | 1 (2)                   |                    |             |                   |                   |  |  |                   |       |
|  | Alianza Lima            | 1 (2)                   | Unión Española     | 1 (1)       |                   |                   |  |  |                   |       |
|  | 25 de junho - Lima      |                         | Unión Española     | 1 (1)       |                   |                   |  |  |                   |       |
|  |                         | Defensor Sporting (pen) | 1 (3)              |             |                   |                   |  |  |                   |       |
|  | Universitario           | Defensor Sporting (pen) | 1 (3)              | 0 (2)       |                   |                   |  |  |                   |       |
|  | Universitario           |                         | 1 de julho - Lima  | 0 (2)       |                   |                   |  |  |                   |       |
|  | Defensor Sporting (pen) | 0 (4)                   |                    |             |                   |                   |  |  |                   |       |
|  | Defensor Sporting (pen) | 0 (4)                   | Defensor Sporting  | 0           |                   |                   |  |  |                   |       |
|  | 26 de junho - Lima      |                         | Defensor Sporting  | 0           |                   |                   |  |  |                   |       |
|  |                         | River Plate             | 1                  |             |                   |                   |  |  |                   |       |
|  | Cerro Porteño           | River Plate             | 1                  | 0 (1)       |                   |                   |  |  |                   |       |
|  | Cerro Porteño           | 28 de junho - Lima      |                    | 0 (1)       |                   |                   |  |  |                   |       |
|  | Corinthians (pen)       | 0 (4)                   |                    |             |                   |                   |  |  |                   |       |
|  | Corinthians (pen)       | 0 (4)                   | Corinthians        | 0           | Terceiro colocado | Terceiro colocado |  |  |                   |       |
|  | 26 de junho - Lima      |                         | Corinthians        | 0           | Terceiro colocado | Terceiro colocado |  |  |                   |       |
|  |                         | River Plate             | 2                  |             |                   |                   |  |  |                   |       |
|  | América Mineiro         | River Plate             | 2                  | 0 (5)       | Unión Española    | 1                 |  |  |                   |       |
|  | América Mineiro         |                         |                    | 0 (5)       | Unión Española    | 1                 |  |  |                   |       |
|  | River Plate (pen)       | 0 (6)                   |                    | Corinthians | 2                 |                   |  |  |                   |       |
|  | River Plate (pen)       | 0 (6)                   |                    |             | 2                 |                   |  |  |                   |       |
|  |                         |                         |                    |             |                   |                   |  |  | 1 de julho - Lima |       |
|  |                         |                         |                    |             |                   |                   |  |  |                   |       |

### Quartas-de-final
| 25 de junho | Unión Española    | 1 – 1     | Alianza Lima     | Estádio Monumental "U", Lima  |
| 17:30       | Ramsés Bustos 74' | Relatório | Junior Ponce 14' | Árbitro: URU Daniel Fedorczuk |

|                                                              |       | Penalidades                       |  |
| Mario Larenas Rodrigo Gattas Fabián Saavedra Nahuel Donadell | 4 – 2 | Roberto E. Aparicio Gino Guerrero |  |

| 25 de junho | Universitario | 0 – 0     | Defensor Sporting | Estádio Monumental "U", Lima  |
| 19:45       |               | Relatório |                   | Árbitro: VEN Marlon Escalante |

|                                |       | Penalidades                                                    |  |
| Paulo Goyoneche Mauricio Lopez | 2 – 4 | Matias Malvino Emilio Gutiérrez Cristhian Almeida Bruno Suárez |  |

| 26 de junho | Cerro Porteño | 0 – 0     | Corinthians | Estádio Alejandro Villanueva, Lima |
| 17:30       |               | Relatório |             | Árbitro: COL Adrian Velez          |

|                 |       | Penalidades                    |  |
| Epifanio Garcia | 1 – 4 | Denner Jean Natal Nick Edilson |  |

| 26 de junho | América Mineiro | 0 – 0     | River Plate | Estádio Alejandro Villanueva, Lima |
| 19:45       |                 | Relatório |             | Árbitro: PAR Ulises Mereles        |

|                                         |       | Penalidades                                                                                |  |
| Patrick China Junior Lemos Vitinho Bené | 5 – 6 | Gaspar Servio Diego Martínez Claudio Kranevitter Juan Cazares Leandro Garate Nicolás Gómez |  |

### Semifinais
| 28 de junho | Unión Española     | 1 – 1     | Defensor Sporting        | Estádio Alejandro Villanueva, Lima |
| 17:45       | Rodrigo Gattas 60' | Relatório | Giorgian Benedetti 45+1' | Árbitro: PAR Ulises Mereles        |

|                 |       | Penalidades                                  |  |
| Fabián Saavedra | 1 – 3 | Matias Malvino Emilio Gutiérrez Bruno Suárez |  |

| 28 de junho | Corinthians | 0 – 2     | River Plate                          | Estádio Monumental "U", Lima |
| 20:00       |             | Relatório | Juan Cazares 22' · Nicolas Goméz 35' | Árbitro: ECU Diego Lara      |

### Disputa do terceiro colocado
| 1 de julho | Unión Española     | 1 – 2     | Corinthians                | Estádio Alejandro Villanueva, Lima |
| 15:45      | Rodrigo Gattas 31' | Relatório | Fernando 56' · Edilson 88' | Árbitro: BOL Jose Jordan           |

### Final
| 1 de julho | Defensor Sporting | 0 – 1     | River Plate        | Estádio Alejandro Villanueva, Lima |
| 18:00      |                   | Relatório | Augusto Solari 50' | Árbitro: PER Henry Gambetta        |

## Premiação
| Copa Libertadores da América Sub-20 de 2012 |
| Argentina                                   |
| ------------------------------------------- |
| RIVER PLATE Campeão (1° título)             |